# Charlie Brown (chanson des Coasters)
Pour les articles homonymes, voir Charlie Brown (homonymie).
Singles de The Coasters
The Shadow Knows
(1958) Along Came Jones
(1959)
Charlie Brown est une chanson populaire écrite par Jerry Leiber et Mike Stoller qui figure parmi les dix plus grands succès du groupe The Coasters au printemps 1959 (sortie en janvier, couplée avec Three Cool Cats, Atco 6132). Elle se classe no 2 du palmarès des meilleures ventes de singles Billboard Hot 100, tandis que Venus (en) de Frankie Avalon est no 1,. Il s'agit du premier des trois meilleurs succès des Coasters cette année-là. La chanson est surtout connue pour la phrase Why's everybody always pickin' on me? (« Pourquoi tout le monde s'en prend-il toujours à moi ? »).
Selon Jerry Leiber, .
Vers la fin du pont, les mots « Yeah, You! » sont enregistrés à mi-vitesse, de sorte que les voix paraissent un ton plus élevé. King Curtis joue du saxophone ténor pendant l'instrumental et le fondu de fermeture du disque.
La version la plus connue est en mono. Cependant, un rendu stéréo (avec des voix légèrement différentes) est présent sur la compilation Atlantic History of Rhythm & Blues, Vol. 4, ainsi que plusieurs autres versions stéréo rares de succès de la fin des années 1950 d'Atlantic.

## Paroles
Le personnage de la chanson est un pitre du fond de la classe qui fume dans les toilettes et apostrophe le professeur d'anglais.
Les paroles « Who calls the English teacher 'Daddy-o'? » sont très probablement une référence au film de 1955 Graine de violence, dans lequel des lycéens se moquent du nom d'un nouveau professeur, Richard Dadier (Glenn Ford), transformant « Dadier » en « Daddy-o », un terme d'argot utilisé couramment pour désigner un ami masculin ou un père. L'expression « seven come onze » fait référence au jeu de dés du craps, et par conséquent, ces paroles font probablement allusion à une partie de jeu clandestine.
La chanson n'est pas une référence au personnage Charlie Brown des Peanuts. La bande dessinée a débuté moins d'une décennie auparavant et n'a pas encore atteint son pic de popularité. Cependant, elle est déjà publiée dans de nombreux journaux hebdomadaires. Le vers « Pourquoi tout le monde s'en prend-il toujours à moi ? » ajoute à la confusion, car il fait écho à l'attitude généralement pessimiste de Charlie Brown dans la BD.

## Chanteurs et musiciens
| The Coasters - Carl Gardner, chant (ténor, soliste) - Cornelius Gunter, chant (ténor) - Billy « Bip » Guy, chant (baryton) - Will « Dub » Jones, chant (basse) - Adolph Jacobs, guitare | Musiciens additionnels - Mike Stoller, piano - King Curtis, saxophone - Don Arnone, guitare - Milt Hinton, contrebasse - Belton Evans, batterie |

## Classement dans les charts
| Palmarès (1959)                          | Meilleure position |
| ---------------------------------------- | ------------------ |
| Belgique (Flandre) - Ultratop 50 Single  | 16                 |
| Belgique (Wallonie) - Ultratop 50 Single | 29                 |
| États-Unis - Billboard Hot 100           | 2                  |
| États-Unis - Hot R&B Sides               | 2                  |
| Norvège - VG-lista                       | 6                  |
| Royaume-Uni - UK Singles Chart           | 6                  |

## Reprises
Il y existe plus de 80 versions de reprises de la chanson enregistrées, dont une par le comédien britannique Bernard Bresslaw et une version en allemand par Hans Blum, toutes deux en 1959. Le groupe américain de gospel Deep River Boys enregistre sa propre version à Oslo le 25 août 1960 avec l'orchestre de Mikkel Flagstad, sortie sur l'EP En aften på "Casino Non Stop" 1960. Le trio américano-coréen The Kim Sisters fait une reprise réussie de la chanson en 1964, qui culmine à la 7e place des Billboard Charts. Dr. Lonnie Smith fait une extension instrumentale sur son album live de 1969 Move Your Hand. Guy Mitchell fait également une reprise, et en 1995, Voodoo Glow Skulls en fait une version ska punk sur son album Firme.
On compte aussi des versions interprétées par The Chordettes (1959), Boots Randolph (1963), Buck Owens, Sandy Nelson (1965), Chet Atkins, Paul Jones (1967), Sha Na Na (1981), Jimmy Sturr & His Orchestra (2004) et Ray Stevens (2012).
La chanson est adaptée en français par le groupe canadien Les Jérolas en 1959. Elle a aussi été adaptée par Eddy Mitchell sous le titre C'est Charlie Brown et incluse dans l'album La Dernière Séance en 1977.
Charlie Brown inspire au groupe Bloodhound Gang la chanson Why's Everybody Always Pickin' on Me?, sur leur album de 1996, One Fierce Beer Coaster. Le rappeur Das EFX prononce également la phrase « Why is Everybody Always Pickin' on Me? » en 1992 dans They Want EFX sur son premier album Dead Serious.

## Dans la culture pop
Dans un épisode de 1979 de la série The White Shadow, l'équipe de basket-ball de interprète cette chanson lors d'un bal de l'école.
Dans le film Jack, en 1996, le personnage principal (interprété par Robin Williams) et ses amis, dont son professeur (interprété par Bill Cosby), la chantent dans leur cabane dans les arbres. Le poids des enfants et des deux adultes dans la cabane est si grand qu'elle commence à grincer. Pendant qu'ils chantent, un papillon se pose sur la cabane qui s'effondre. Une fois au sol, Jack utilise la formule de la chanson et dit : « Pourquoi est-ce que tout le monde tombe toujours sur moi ? ».
La chanson est incluse dans la revue musicale restée le plus longtemps sur scène dans l'histoire de Broadway, Smokey Joe's Cafe (1995), basée sur les chansons de Mike Stoller et Jerry Leiber.
La chanson est utilisée dans le court métrage de Jim Reardon, Bring Me the Head of Charlie Brown (1986), mais est attribuée, à tort, aux Platters.